# Miki Volek
Miki Volek, eigentlich Michael Vítězslav Volek (* 21. Mai 1943 in Uherské Hradiště; † 14. August 1996 in Prag) war ein tschechischer Rockmusiker und einer der bekanntesten Rock-’n’-Roll-Sänger der 1960er Jahre in der Tschechoslowakei.

## Leben
Miki Volek, Sohn eines früh verstorbenen Armeeoffiziers, spielte bereits als Kind und Jugendlicher Klavier, Gitarre und Schlagzeug, zum Studium am Konservatorium wurde er jedoch nicht angenommen. 1956, als er bereits in Prag wohnte, wurde sein Interesse für den Rock ’n’ Roll durch einen Artikel über Elvis Presley in einer Zeitschrift geweckt: die Musikrichtung wurde dort beschrieben als „neuer dekadenter Musikstil“, der im „verfaulten, vermoderten Imperialismus“ entstanden sei. 1961 gründete er mit einem Freund die Band Crazy Boys, benannt in Anlehnung an den ersten großen Bestseller von Bill Haley „Crazy Man Crazy“. Blondhaarig und immer mit einer großen schwarzen Brille interpretierte er bevorzugt Vorbilder der „harten Linie“ des Rock wie Little Richard, Fats Domino oder Chuck Berry, einschließlich der Stimme, der Schreie und hektischen Bewegungen – der bedeutende Musikkritiker Jiří Černý, der Volek mit ähnlichen Attributen bereits damals positiv und begeistert beschrieb, war zu diesem Zeitpunkt eine Ausnahme. Im Januar 1963, als das Theater Semafor die Band Crazy Boys zum Gastauftritt in der Prager Konzerthalle Palais Lucerna einlud, wurde Volek von über 3000 begeisterten Zuschauern gefeiert. Danach machte Volek eine kurze Pause: um dem Militärdienst zu entgehen, ließ er sich freiwillig in eine psychiatrische Klinik einliefern.
Volek trat ab 1963 mit der Prager Band Olympic auf, die damals zu den Pionieren des tschechischen Rock gehörte. 1963 feierte er mit der Band große Erfolge in der Semafor-Rockaufführung Ondráš podotýká, in der er einige der damals üblicherweise englischen Texte in tschechischer Sprache sang. Mit der Band nahm er noch einige Singles auf, war jedoch unzufrieden mit der Abkehr vom Rock und der zunehmenden Orientierung der Band am Mersey Sound, einer Beatmusik, benannt nach dem Industriegebiet Merseyside von Liverpool. Die „Standards“ seines Repertoires wie Long Tall Sally, Rip It Up oder Shake, Rattle and Roll fanden da keinen Platz und er verließ Olympic 1965. In dieser Zeit gehörte er neben anderen Solisten wie Petr Kaplan, Pavel Sedláček, Karel Černoch, Pavel Bobek, Yvonne Přenosilová oder Josef Laufer zu den Stars und Idolen der tschechischen Rockszene. Aus dieser Zeit stammt auch sein Beiname „Král českého rock’n'rollu“ – König des tschechischen Rock’n'Roll.
Voleks beste Zeit gipfelte um die Mitte der 1960er Jahre. Nachdem er 1965 Olympic verlassen hatte, trat er mit der Band noch bis 1966 als Gast auf. 1966 wirkte er bei der Gründung der Rock-Gruppe Old Stars mit, in der er zusammen mit Pavel Bobek und Rudolf Rokl auftrat. Er hatte einige Auftritte zusammen mit Karel Gott und in der Gruppe Country Beat des Klavierspielers Jiří Brabec und gastierte im Theater Semafor in der Inszenierung Tak co, pane barone (1967). Bei verschiedenen Anlässen stellte Miki Volek, der sich selber auch Mickey nannte, seine „All Stars“ zusammen, sei es als Jolly Jokers oder Mickey & Rock’n'roll All Stars. Ab Frühjahr 1968 wirkte er mit Petr Kaplan in der (neugegründeten) Rock-Revival-Band Mickey & The Samuels, die sich am frühen Rock ’n’ Roll orientierte und mit der er auch einige Songs aufnahm – und das 2. Tschechoslowakischen Beat-Festival im Saal Lucerna im Dezember 1968 eröffnete. In den 1970er und 1980er Jahren, als ihm Alkohol- und Drogenprobleme nachgesagt wurden und er sein während seiner kurzen Ehe begonnenes Studium abbrach, hatte er nur gelegentliche Gastauftritte (Transit, Classic Rock ’n’ Roll Band, Erastus, Metropolitan Jazz Band). 1980 wurde er zum Jubiläumskonzert Čtvrtstoletí rock and rollu (Vierteljahrhundert des Rock’n'Roll) eingeladen, 1984 konnte er noch sein erstes und einziges Album aufnehmen.

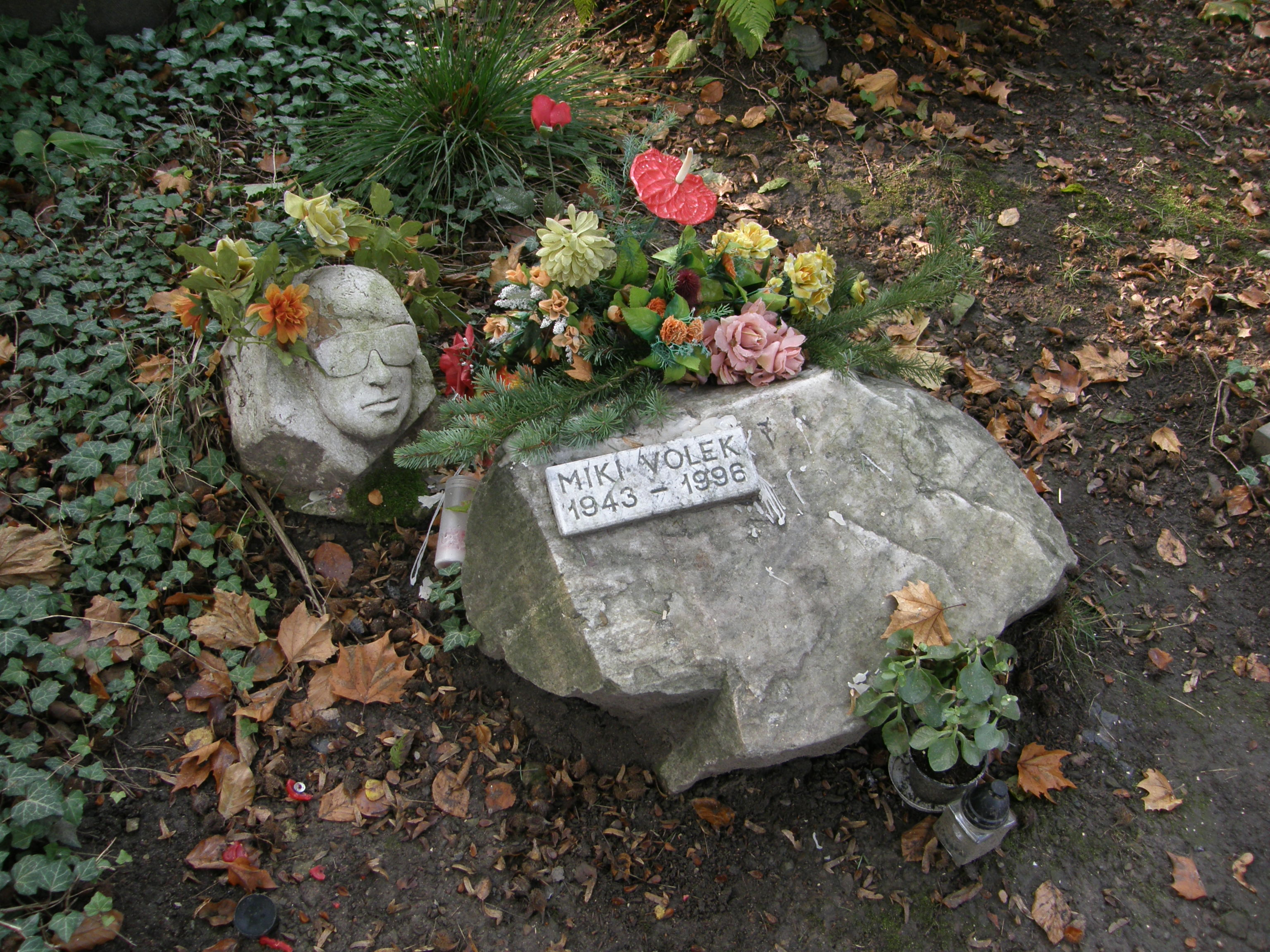
Grab von Miki Volek in Prag (Friedhof Olšany)

Miki Volek wurde im August 1996 tot in seiner Wohnung aufgefunden.

## Trivia
- Die ersten Singles mit Rockmusik erhielt Volek von seiner Tante aus Linz zugeschickt, unter anderem Bongo Rock mit Olive Moorefield. Weil Volek die deutsche Sprache beherrschte, fing er an, deutsch zu singen. Es soll kurz darauf sein Freund und Sänger Pavel Sedláček gewesen sein, der ihn dahingehend aufklärte, dass „richtiger“ Rock englisch gesungen wird.[5]
- „Ich hasse Beatles – sie haben mich um mein Brot gebracht“, soll Volek häufiger gesagt haben, vor allem nach seiner Trennung von der Band Olympic, die sich um 1965 zunehmend am Mersey Sound orientierte und den harten Rock’n'Roll der früheren Jahre aus dem Repertoire strich.[3]
- Im Sommer 1969 besuchte Volek mit einem Freund Berlin. Sie konnten sich aufgrund der vorhandenen Visa zwischen beiden Teilen, Ost und West, frei bewegen. In West-Berlin erwarben sie die damals überall erhältliche Broschüre Prager Anschläge[6] mit Bilddokumenten von dem Einmarsch der Truppen der Warschauer-Pakt-Staaten im August 1968, mit Plakaten, Breschnew- und Honecker-Karikaturen usw., sowie ein Buch über Breschnews Tochter. In Ost-Berlin wollten sie die verpackten Broschüren bei einer Bekannten deponieren, doch weil sie nicht zu Hause war, baten sie einen Nachbar um die Gefälligkeit. Als sie die Broschüre abholen wollten, stellte es sich heraus, dass der Nachbar ein treuer Abgeordneter war und sie wurden durch die Stasi festgenommen. Nach langen Verhören wurden sie wegen antistaatlicher Hetze zu anderthalb Jahren Haft verurteilt, die sie in Dresden verbüßten. Nach 13 Monaten wurden sie freigelassen und mit einer Stasibegleitung bis zur Grenze zur Tschechoslowakei gebracht.[5]

## Diskografie
Singles, EPs, Einzelaufnahmen

teilweise mit anderen Interpreten
- Fůra chyb (mit Olympic), SP, Supraphon 1965
- Smutný holič z Liverpoolu (mit Olympic), EP, Supraphon 1966
- Cinderella (mit Olympic), Auftritt auf LP Night Club 1966, Supraphon 1967
- There’s A New Moon Over My Shoulder (mit Samuels), SP, Panton 1968
- Caldonia (mit Samuels), Auftritt auf LP 2. Československý Beatfestival, Supraphon 1969
- Hej, hory, hory, SP Supraphon 1972
- Já hvězdu ti dám (mit Monika Hálová, Rudolf Rokl, Jezinky), Panton 1972
- Rip It Up (mit anderen auf) Čtvrtstoletí Rock’n Rollu, EP, Supraphon 1980
- Long Tall Sally u. a. (und andere, mit Olympic), LP Rokenrol, live 1980, Supraphon 1982
- Píšu ti Sally, SP, Panton 1981

Album
Das einzige eigene Album:
- Miki Volek. Miki Volek? Miki Volek!, LP, Panton 1984, reeditiert als CD 1993

Spätere Kompilationen

Nach seinem Tod wurden verschiedene Kompilationen alter Aufnahmen herausgegeben, unter anderem:
- Miki Volek & Transit, The Complete Rock and Roll Collection, LP/CD, Prag-Data 1998
- Rock and roll ze Sonetu CD, Archivaufnahmen mit Crazy boys, B Komplex u. a., Prag-Data 1999
- Pop Galerie  (mit unterschiedlichen Bands), LP/CD, Supraphon 2008
- To Nejlepší (mit unterschiedlichen Bands), LP/CD, Supraphon 2010

## Filmografie
- 1964: Horečka (Dokumentation der Semafor-Inszenierung Ondráš podotýká)
- 1982: Malý pitaval z velkého města (TV-Serie)
- 1997: Nesmrtelný život a smrt Mikiho Volka, rokenrolového krále (Unsterbliches Leben und Tod von Miki Volek, des King des Rock’n'Roll) (TV-Dokufilm, zweiteilig)
- 1998 Bigbít (TV-Serie, Dokumentation)

Filip Menzel, Voleks Freund und Student der Filmakademie, drehte mit Miki Volek einen dokumentarischen Amateurfilm, der später zur Grundlage des Fernsehfilms des Regisseurs Igor Chaun Nesmrtelný život a smrt Mikiho Volka wurde, der 1997, also nach Voleks Tod, gedreht wurde.